# North Leverton with Habblesthorpe
North Leverton with Habblesthorpe är en civil parish i Storbritannien.   Den ligger i grevskapet Nottinghamshire och riksdelen England, i den sydöstra delen av landet, 210 km norr om huvudstaden London.